# Yanzi (Ethnie)
Die Yanzi (auch Yan, Yansi) sind eine Ethnie in der Demokratischen Republik Kongo. Wahrscheinlich sind sie eine Untergruppe der Bakongo. Sie sprechen eine Bantusprache. Die Yanzi sind bekannt für ihren starken Drang nach Unabhängigkeit und widersetzten sich der belgischen Kolonialherrschaft. Nach der Unabhängigkeit der Demokratische Republik Kongo kam es zu Auseinandersetzungen mit anderen Bakongo sowie der Zentralregierung. Etwa eine Million Yanzi leben hauptsächlich im Südwesten der Demokratischen Republik Kongo, in einem Gebiet südlich des Kasai und östlich des Kwango.